# Marston Conder
Pour les articles homonymes, voir Conder.
Marston Donald Edward Conder (né en septembre 1955) est un mathématicien néo-zélandais, professeur émérite de mathématiques à l'Université d'Auckland et ancien co-directeur de l'Institut des mathématiques et de ses applications de Nouvelle-Zélande. Ses principaux domaines de recherche sont la théorie combinatoire des groupes, la théorie des graphes, et leurs relations les unes avec les autres.

## Carrière
Conder est né à Hamilton, en Nouvelle-Zélande, et a étudié au Matamata College. Il a obtenu une maîtrise en sciences sociales de l'Université de Waikato en 1977, et un doctorat de l'Université d'Oxford en 1980 sous la direction de Graham Higman,. Il a servi en tant que président de la Société mathématique de Nouvelle-Zélande de 1993 à 1995, et en tant que président de l'Académie de la Société royale de Nouvelle-Zélande de 2006 à 2008. En 2011, il a été sélectionné en tant que premier Maclaurin Lecturer, dans le cadre d'un échange réciproque entre la Société mathématique de Nouvelle-Zélande et l'American Mathematical Society.
Il a notamment travaillé sur les graphes cubiques symétriques, catalogués par Ronald M. Foster à partir de 1934, mais la liste est incomplète. En 2002, Marston Conder complète la liste et l'étend jusqu'à l'ordre 768, puis jusqu'à l'ordre 2048 en 2006 et jusqu'à l'ordre 10000 en 2011,.

## Prix et distinctions
Conder est un fellow de la Société mathématique de Nouvelle-Zélande et de la Société royale de Nouvelle-Zélande, et, en 2012 il est devenu un fellow de l'American Mathematical Society.Il a été nommé ancien élève émérite de l'Université de Waikato pour 2013.
En 2014, il est lauréat de la médaille Hector. En 2020 il reçoit la médaille Euler.

## Publications
- (en) Gordon Royle, Marston Conder, Brendan McKay and Peter Dobscanyi, Cubic symmetric graphs (The Foster Census).
- Marston Conder et Peter Dobcsányi, « Trivalent symmetric graphs on up to 768 vertices », J. Combin. Math. Combin. Comput., vol. 40,‎ 2002, p. 41-63 (MR 1887966, lire en ligne)
- Flippable pairs and subset comparisons in comparative probability orderings and related simple games.
- Hexagon-free subgraphs of hypercubes.
- Infinite families of automorphism groups of Riemann surfaces, 1992.
- The symmetric group as a polynomial space.